# Teo Tapia
Teodoro «Teo» Tapia (Monclova, Coahuila; 19 de marzo de 1948) es un actor mexicano. Ha participado en varias telenovelas mexicanas, haciendo papeles estelares y secundarios.

## Filmografía

### Películas
- Santa sangre (1989)
- Los hermanos del viento (1977)

### Telenovelas
- Corazón que miente (2016) - Carmelo
- Hasta el fin del mundo (2015) - Doctor
- Mi corazón es tuyo (2014-2015) - Armando
- La gata (2014) - Roberto Elizalde
- Lo que la vida me robó (2013-2014) - Carlos
- Qué pobres tan ricos (2013-2014) - Dr. Miranda
- Mentir para vivir (2013) - Patrick Ontiveros
- Corazón indomable (2013) - Comandante
- Amores verdaderos (2012-2013) - Antonio del Conde
- Un refugio para el amor (2012) - Juez Díaz del Olmo
- Dos hogares (2011-2012) - Enrique Arizmendi
- Llena de amor (2010) - Lic. Ordaz
- Soy tu dueña (2010) - Participación Especial
- Camaleones (2009-2010) - Ramón Velázquez Buendía
- Cuidado con el ángel (2008-2009) - Doctor Durand
- Mañana es para siempre (2008-2009) - Director Curiel
- Tormenta en el paraíso (2007)
- El Pantera (2007) - Abelino de la Garza
- Destilando amor (2007) - Gaspar Torreblanca
- Duelo de pasiones (2006) - Dr. Vázquez
- Contra viento y marea (2005) - León Marino
- Corazones al límite (2004)
- Alegrijes y rebujos (2003-2004)
- Velo de novia (2003-2004) - Lucio
- De pocas, pocas pulgas (2003)
- ¡Vivan los niños! (2002-2003) - Ismael Cárdenas
- Las vías del amor (2002-2003) - Leopoldo Dávalos
- Salomé (2001-2002) - Gustavo
- El manantial (2001-2002)
- Carita de ángel (2000-2001) - Perpetuo Chacón
- Tres mujeres (1999-2000) - Pepe
- Rosalinda (1999) - Rodrigo
- Soñadoras (1998-1999) - Don Manuel Vazconzelos
- Gotita de amor (1998) - Octavio de Santiago
- Amada enemiga (1997) - Alejandro
- Pueblo chico, infierno grande (1997) - Estanislao Allende
- Marisol (1996) - Rodolfo Valverde
- Retrato de familia (1995-1996) - Honorio Bárcenas Casarreal
- Alondra (1995) - Lic. Ortigoza
- Caminos cruzados (1994-1995)
- Muchachitas (1991) - Alejandro
- Amor de nadie (1990-1991) - Ramiro
- Cuando llega el amor (1989-1990) - Ramón
- Teresa (1989)
- Encadenados (1988-1989) - Gilberto
- El pecado de Oyuki (1988) - Antonino Barbosa
- Quinceañera (1987-1988) - Barrera
- Infamia (1981-1982)
- Los ricos también lloran (1979-1980) - Dr. Guerrero
- Viviana (1978-1979) - Dr. Guerrero
- Un original y veinte copias (1978) - Sr. Romano